# Quiricó-Formation
Die Quiricó-Formation ist eine lithostratigraphische Einheit (Formation) von Sedimentgesteinen aus der Unterkreide in Brasilien. Sie gehört zur Areado-Gruppe, einer Gruppe des Sanfranciscana-Beckens. Die Formation ist für zahlreiche Fossilien bekannt, beispielsweise für die Überreste des sauropoden Dinosauriers Tapuiasaurus.

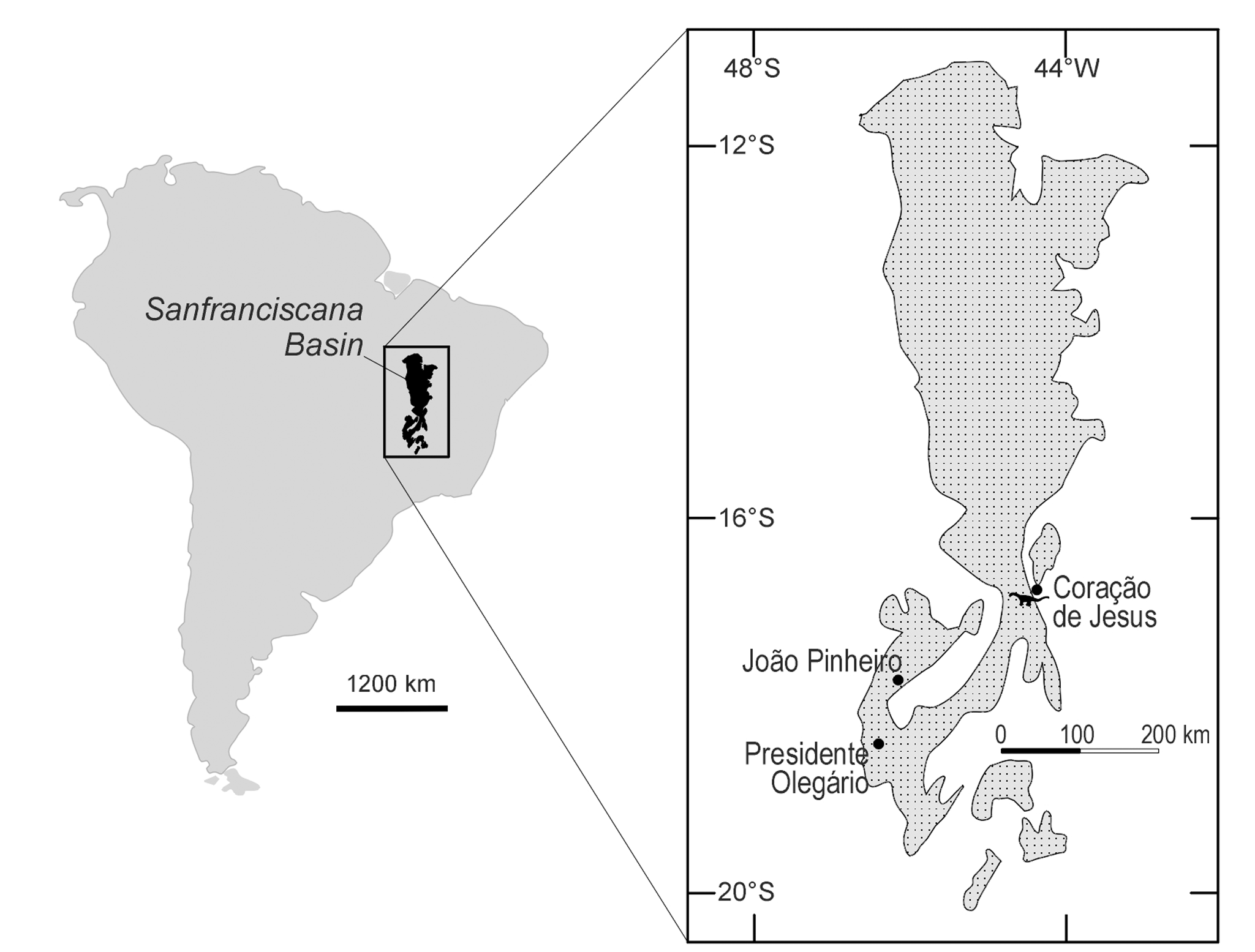
Der Fundort des Dinosauriers Tapuiasaurus im Sanfranciscana-Becken

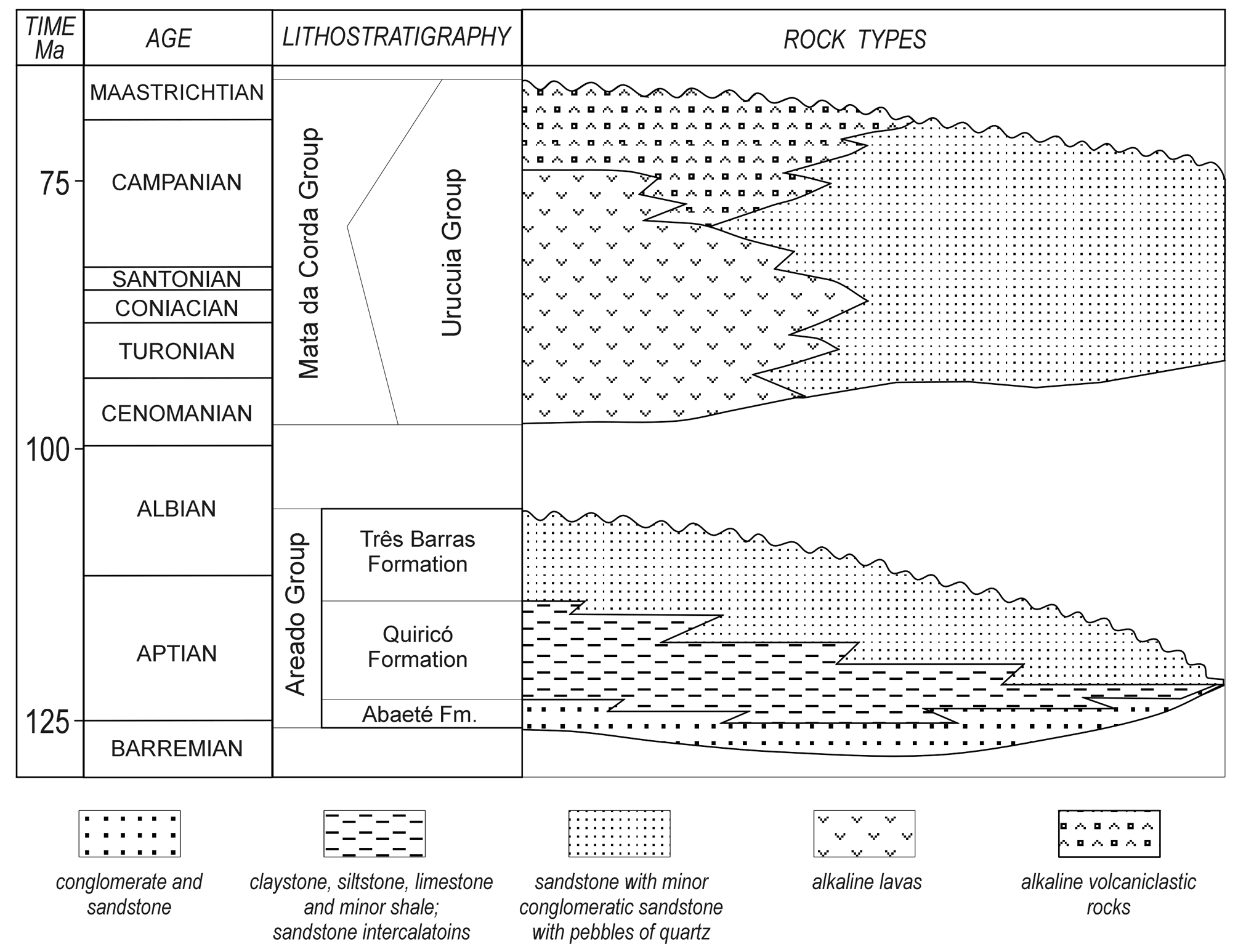
Stratigraphische Position der Quiricó-Formation im Sanfranciscana-Becken

## Stratigraphische Gliederung und Einordnung
Die Quiricó-Formation ist die mittlere der drei Formationen der Areado-Gruppe. Unterhalb der Formation folgt die Abaeté-Formation, oberhalb folgt die Três-Barras-Formation. Die Areado-Gruppe gehört zum Sanfranciscana-Becken, einem riesigen Sedimentbecken, das sich mit einer Länge von etwa 1100 Kilometer in Nord-Süd-Richtung im zentralen Brasilien erstreckt. Dieses Becken wird als Grabenbruch interpretiert, der durch die gleichen Zugkräfte entstanden ist, welche auch zur Öffnung des südlichen Atlantischen Ozeans führten.

## Beschreibung
Die Sedimente der Formation wurden wahrscheinlich lakustrin innerhalb eines flachen Sees mit hoher Verdunstungsrate abgelagert, worauf das Verhältnis zwischen Quarz und Calciumoxid hinweist. Bei den Gesteinen handelt es sich vor allem um Tonstein, Silt und Kalksteine, aber auch um Lagen aus Sandstein. Die Mächtigkeit der Formation beträgt bis zu 100 Meter. Die Zeit der Ablagerung kann auf das Aptium datiert werden.

## Fossilinhalt
Aus der Formation konnten 15 nicht-marine Spezies der Ostracoden nachgewiesen werden. Fische der Formation schließen Laeliichthys und Dastilbe mit ein. Bedeutend ist der Fund des Titanosauriers Tapuiasaurus, welcher neben Knochen des Restskeletts einen nahezu vollständigen Schädel mit einschließt – der einzige in Südamerika gefundene Titanosaurier-Schädel.